# Order Ertogrulów

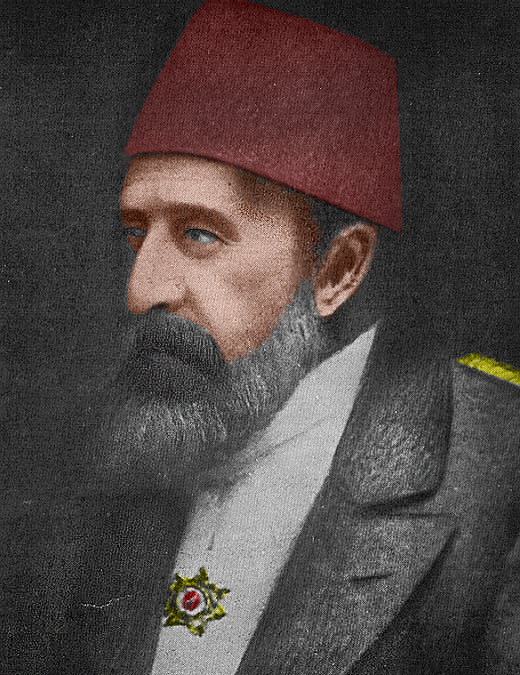
Sultan Abdülhamid II z nieznanym orderem na piersi.

Order Ertogrulów (tur. Ertuğrul Nişanı) – odznaczenie Imperium Osmańskiego ustanowione przez sułtana Abdülhamida II na cześć Ertogrula, ojca założyciela dynastii Osmana I. Przeznaczony był do wynagradzania wiernej służby dla sułtanów tureckich.
Order miał być noszony w postaci gwiazdy na złotym łańcuchu, ale z nieznanych przyczyn nigdy nie został nadany ani nawet wyprodukowany.